# San Andrés (Santander)
Pour les articles homonymes, voir San Andres.
San Andrés est une municipalité colombienne située dans le département de Santander.